# 1993 UEFA 챔피언스리그 결승전
1993 UEFA 챔피언스리그 결승전은 프랑스 클럽 올랭피크 드 마르세유와 이탈리아 클럽 밀란 간의 1993년 5월 26일 독일 뮌헨의 올림피아슈타디온에서 열린 결승전이다.
이 결승전은 유러피언컵의 38번째 결승전이자, UEFA 챔피언스리그의 첫 결승전이다. 이 경기에서, 코트디부아르 태생의 마르세유 수비수 바질 볼리가 43분에 결승골을 득점하며 구단의 첫 빅이어를 획득하는데 큰 공을 세웠다. 이는 프랑스 클럽이 획득한 첫 빅이어이기도 하였다.
구단과 구단 회장 베르나르 타피는 훗날에 1992-93 시즌의 마지막 경기인 발랑시엔 전에서 뇌물수수 사실이 드러나, 스캔들에 연루되었다. 이후 마르세유는 1994년에 디비시옹 2로 강등되어 1993-94 시즌에 우승팀 자격으로 참가하지 못하는 징계를 받았다. 그러나 마르세유는 1993년에 획득한 빅이어를 박탈당하지 않았다.

## 경기 정보
| 마르세유 | 1 – 0 | 밀란 |
| -------- | ----- | ---- |
| 볼리 44′ |       |      |

| 마르세유 | 밀란 |

|             |    |                    |     |     |
|             |    |                    |     |     |
| GK          | 1  | 파비앵 바르테즈    | 70′ |     |
| CB          | 2  | 조슬랭 앙글로마    |     | 64′ |
| LB          | 3  | 에리크 디 메코     | 32′ |     |
| SW          | 4  | 바질 볼리          | 53′ |     |
| CM          | 5  | 프랑크 소제        |     |     |
| CB          | 6  | 마르셀 드사이      |     |     |
| CM          | 7  | 장-자크 에들리     |     |     |
| CF          | 8  | 알렌 복시치        |     |     |
| LF          | 9  | 루디 푈러          |     | 78′ |
| RF          | 10 | 아베디 펠레        |     |     |
| CM          | 11 | 디디에 데샹 (주장) |     |     |
| 교체 명단:  |    |                    |     |     |
| MF          | 12 | 장-크리스토프 토마 |     | 78′ |
| DF          | 13 | 베르나르 카소니    |     |     |
| MF          | 14 | 장-필리프 뒤랑     |     | 64′ |
| FW          | 15 | 장-마르크 페레리   |     |     |
| GK          | 16 | 파스칼 올므타      |     |     |
| 감독:       |    |                    |     |     |
| 레몽 후탈스 |    |                    |     |     |

|               |    |                         |     |     |
|               |    |                         |     |     |
| GK            | 1  | 세바스티아노 로시       |     |     |
| RB            | 2  | 마우로 타소티           |     |     |
| LB            | 3  | 파올로 말디니           |     |     |
| CB            | 4  | 알레산드로 코스타쿠르타 |     |     |
| CM            | 5  | 프랑크 레이카르트       |     |     |
| CB            | 6  | 프랑코 바레시 (주장)    |     |     |
| RM            | 7  | 로베르토 도나도니       |     | 56′ |
| CM            | 8  | 데메트리오 알베르티니   |     |     |
| CF            | 9  | 마르코 판 바스턴        |     | 85′ |
| LM            | 10 | 잔루이지 렌티니         | 39′ |     |
| CF            | 11 | 다니엘레 마사로         |     |     |
| 교체 명단:    |    |                         |     |     |
| GK            | 12 | 카를로 쿠디치니         |     |     |
| DF            | 13 | 스테파노 나바           |     |     |
| MF            | 14 | 스테파노 에라니오       |     | 85′ |
| MF            | 15 | 알베리고 에바니         |     |     |
| FW            | 16 | 장-피에르 파팽          |     | 56′ |
| 감독:         |    |                         |     |     |
| 파비오 카펠로 |    |                         |     |     |

## 같이 보기
- 1992-93년 UEFA 챔피언스리그